# Vụ nổ Bombay 1944
Vụ nổ bom Bombay xảy ra ngày 14 tháng 4 năm 1944 tại bến cảng Victoria, thành phố Bombay khi tàu chở hàng SS Fort Stikine - đang chở hàng hóa hỗn hợp gồm kiện bông, vàng và đạn dược gồm 1.400 tấn thuốc nổ - bắt lửa và bị phá hủy trong hai đợt nổ lớn làm văng tung tóe mảnh vỡ, gây đắm các tàu xung quanh và khơi mào cho một vụ hỏa hoạn làm chết 800 ngườ. Vụ nổ làm rung chuyển cảng Mumbai và khiến 300 người tử vong, gây thiệt hại 20 triệu bảng Anh tính theo thời giá lúc đó.

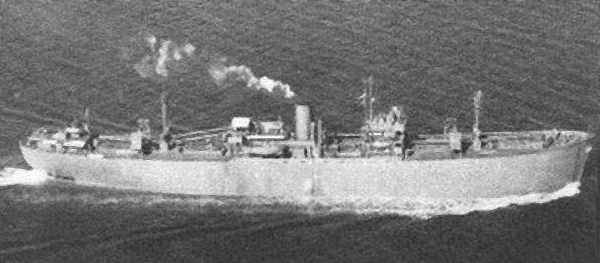
SS Fort Stikine

## Chiếc tàu và hàng hóa
Tàu SS Fort Stikine là một chiếc tàu chở hàng có số tấn đăng ký tổng cộng là 7.142, được đóng năm 1942 ở Prince Rupert, British Columbia theo một thỏa thuận thuê-cho thuê và được đặt tên theo Fort Stikine - một tiền đồn của Hudson's Bay Company nằm ở nơi ngày nay là Wrangell, Alaska.
Xuất phát từ Birkenhead vào ngày 24 tháng 2 qua Gibraltar, Port Said và Karachi, chiếc tàu đã đến Bombay ngày 12 tháng 4 năm 1944. Hàng hóa trên tàu gồm 1.395 tấn chất nổ gồm 238 tấn chất nổ "A" nhạy cảm, ngư lôi, mìn , đạn pháo, đạn dược, máy bay chiến đấu Supermarine Spitfire, kiện cotton, các thùng dầu mỏ, gỗ, sắt phế liệu và £1–2 triệu bảng Anh nén vàng trong 31 thùng gỗ thưa.